# Hljóðaklettar
Hljóðaklettar, isländska för 'Ekoklipporna', är ett geologiskt naturfenomen på Island. Det ligger i regionen Norðurland eystra, i Vatnajökulls nationalpark. Hljóðaklettar är ett kluster av raukliknande basaltpelare i kanjonen Jökulsárgljúfur. Några av dessa klippformationer står mitt i floden Jökulsá á Fjöllum. Klippformationerna är ett minne av vulkankratrar från ett vulkanutbrott för cirka 9000 år sedan.